# Hermínio de Brito
Hermínio Américo de Britto, conhecido como Britto, (São Paulo, 6 de maio de 1914 - Local e Data de morte desconhecidos), foi um futebolista brasileiro que atuou como zagueiro.

## Carreira
Em sua carreira (1933-1942) jogou por Corinthians, America, Flamengo e Vasco da Gama sendo campeão carioca pelo Flamengo em 1939.
Pela Seleção Brasileira de Futebol ele participou da Copa do Mundo de 1938, onde jogou dois jogos sem marcar gols.